# Elaeocarpus fruticosus
Elaeocarpus fruticosus là một loài thực vật có hoa trong họ Côm. Loài này được Roxb. mô tả khoa học đầu tiên năm 1832.